# Phulwaria
Phulwaria é uma vila no distrito de Varanasi, no estado indiano de Uttar Pradesh.

## Demografia
Segundo o censo de 2001, Phulwaria tinha uma população de 11,732 habitantes. Os indivíduos do sexo masculino constituem 54% da população e os do sexo feminino 46%. Phulwaria tem uma taxa de literacia de 66%, superior à média nacional de 59.5%: a literacia no sexo masculino é de 75% e no sexo feminino é de 55%. Em Phulwaria, 13% da população está abaixo dos 6 anos de idade.